# 梁師成
梁師成（?—1126年），字守道，開封人，自稱“蘇軾庶子”，北宋末年宦官，與蔡京、童貫、王黼、李彥、朱勔被時人合稱「六賊」。

## 生平
梁師成，字守道，“慧黠習文法，稍知書”，原是隸屬於宦官賈詳的書藝局雜役，當賈詳死後，帶領睿思殿文字外庫，主出外傳道上旨。
政和年間，得到宋徽宗的信任，得以列名進士籍，累積升遷至晉州觀察使、興德軍留後。歷任護國、鎮東、河東等三個節度使缺，至檢校太傅，遂拜太尉、開府儀同三司，換節淮南。時稱為“隱相”。
此時中外泰寧，宋徽宗留意禮文符瑞之事，梁師成善於逢迎，博得恩寵。宋徽宗命其入處殿中，凡需要皇帝親筆書寫號令、詔書之時皆出其手，多擇善書吏習仿帝書，雜詔旨以出，外廷莫能辨。
當時傳說是蘇軾遠謫之時，將家中侍婢送與梁氏友人，不足月而生梁師成，故史家多含糊其詞。梁師成自稱“蘇軾出子”、“苏氏遗体”，也未遭到蘇家的否認。這個時候，蔡京因為新舊黨爭，禁止天下傳誦蘇軾的文章，其尺牘在人間者皆毀去，梁師成泣諫於宋徽宗說：“先臣(蘇軾)何罪？”自此，朝廷才放寬了禁令。梁師成同時對待蘇軾之子蘇過非常友善，時常給予大量金銀，蘇過「事之若父」。以翰墨為己任，四方俊秀名士必招致門下，往往遭點汙。多置書畫卷軸於外舍，邀賓客縱觀，得其題識合意者，輒密加汲引，執政、侍從可階而升。王黼对梁师成如子敬父，称之“恩府先生”。雖蔡京父子亦諂附焉，都人目為“隱相”，所領職局至數十百。
宋欽宗受禪即位，嬖臣多從太上皇東下，梁師成以舊恩留京師。於是太學生陳東、布衣張炳力等人上書力除六賊，欽宗因舊恩不忍殺之。梁師成恐懼，寢食隨行不離帝所，雖在廁所接聽上奏之文亦侍於外，久未有以發。
靖康元年（1126年）欽宗遣梁與鄭望之持宣和殿的珠玉器玩，前往金國，梁師成前往時，府吏缢殺之，上表說他“暴死”，籍沒其家。

### 引用
1. ↑  《宋史》卷四百六十八《梁师成传》
2. ↑  《续宋编年资治通鉴》：冬十月戊辰朔
3. ↑  《齐东野语》卷八《朱墨史》
4. ↑  《东都事略》《王黼传》